# Moving
《Moving》為Disney+於2023年8月9日上線公開的原創韓國劇集，改編自韓國漫畫家姜草創作的同名網路漫畫，由《屍戰朝鮮2》、《超級市長》的導演朴仁濟執導，漫畫原作者姜草親自執筆。該劇講述隱藏超能力生活於現在的孩子們，與隱藏過去痛苦秘密的父母們，雙方共同面對跨越世代的巨大危險的超能力動作英雄故事。
該劇於2023年8月9日上線七集，此後每週三15:00（UTC+8）更新兩集，於2023年9月20日上線最後三集，全劇共20集。

## 劇情簡介
從小就能飄浮空中的金奉皙（李正河 飾）為了不讓人發現自己的特殊能力，總是背著沉重的書包去上學。某天，他認識了轉學生張喜秀（高允貞 飾），兩人在互相交換祕密後，很快變成了好朋友，但他們也日漸發覺自己就讀的高中有些不尋常。學校裡，似乎有很多學生隱藏了自己的超能力，而他們的父母好像也有什麼不可告人的祕密。
與此同時，韓國首爾市中心發生了一些離奇謀殺案。為守護心愛的人，一直躲在人群中的超能力者決定挺身而出，正視即將逼近的危險。

## 演員陣容

### 主要人物
| 演員                                   | 角色         | 介紹 |
| 柳承龍                                 | 張洙源       | 前安企部黑色要員，代號「九龍浦」，擁有再生能力。被安企部徵召前是浦項幫派的流氓，後成為金斗植的搭檔。張喜秀的父親、黃智熙的丈夫，新鮮炸雞店的老闆。 |
| 韓孝周                                 | 李美賢       | 前安企部情報分析官，擁有超常五感能力。從安企部辭職後經營南山炸豬排店。金斗植的妻子，金奉皙的母親。 |
| 趙寅成                                 | 金斗植       | 前安企部黑色要員，代號「文山」，擁有飛行及高速能力。李美賢的丈夫，金奉皙的父親。 |
| 車太鉉 （10岁：金雋）                  | 全啟道       | 公車司機。隱退超能力要員全永锡的兒子，繼承父親的發電能力。就讀旌元高中時，曾被崔日煥重點培養，但因缺乏運動天賦被改推薦報考傳播演藝系，大學畢業後曾在兒童節目中扮演「閃電俠」，但因其發電能力數次弄壞劇組道具而遭開除，無業期間遇到一輛拋錨的公車，在協助公車發電後被引薦至客運公司上班。 |
| 柳承範 （12岁：金泰律）                | 法蘭克 Frank | 偽裝成快遞員來追殺隱退超能力要員的神秘人物，擁有再生能力。母親是韓國歌者、父親是美國軍人，小時候被強制收養到美國培養成專業殺手，被派至南韓獵殺南韓的異能者。在殺害鎮川、蓬平和羅州後，原先預計獵殺李美賢，但因上級命令而取消任務並離去，最後與九龍浦一戰後生死不明。                     |
| 金成均                                 | 李才滿       | 李强勳的父亲，擁有怪力和速度能力。曾為了解救參加抗議活動的妻子申允英，而背上了暴力犯罪前科。有輕度智力障礙，非常遵守與家人之間的時間約定，每天晚上坐在自家經營的超市門前等強勳回家。 |
| 金熙元                                 | 崔日煥       | 旌元高中體育老師，金奉皙、張喜秀、李強勳的班導老師。因劍道國手和特戰司的經歷而被國情院聘用，在江陵追捕北韓間諜作戰中被張洙源救了一命，因此決心為國獻力向閔容俊自薦成為黑色要員，被派遣至旌元高中管理發掘學校中潛在的異能者。                                                             |
| 文盛瑾                                 | 閔容俊       | 韩国国家安全企划部第五次长，负责监视秘密要员们的一举一动，并向他们下达命令。拥有强大的领袖气场，连拥有異能的秘密要员们都感到惧怕。以非凡的头脑洞察要员们的心思，敏锐地分辨哪些要员适合什么的任务，或是察觉到哪些要员有不同的想法。                                                       |
| 李正河 （5岁：李正民） （9岁：韓昌瑉） | 金奉皙       | 金斗植和李美賢的兒子，繼承了父母的飛行和超常五感能力。旌元高中高三學生，對轉學而來的張喜秀一見鍾情。 |
| 高胤禎 （4岁：朴秀雅）                 | 張喜秀       | 張洙源和黃智熙的女兒，繼承了父親的再生能力，運動細胞很好。旌元高中高三學生，因在長庚高中不忍同班同學申惠媛被霸凌，一人單挑17人卻毫髮無損，在學生家長的施壓下要求其轉學。 |
| 金度勳 （4岁：金柿雨）                 | 李強勳       | 李才滿的兒子，繼承了父親的怪力和速度能力。旌元高中高三學生，頭腦聰明、品行端正，是班上的班長。高中畢業後進入安企部工作。 |

### 國家安全企劃部
| 演員                | 角色   | 介紹 |
| 金新綠              | 呂雲奎 | 在隱藏著神秘面紗的巨大勢力中，為了任務的成功，無論什麼都會計畫和訓示的人物。曾是李美贤在安企部的上司，後与闵容俊一起监视秘密要员们的行踪。                     |
| 白鉉真              | 郑尚镇 | 隱退超能力要員，代號「鎮川」，擁有怪力和速度能力，隱退後經營外國勞動者中心，後被法蘭克殺害。                                                                   |
| 崔德文              | 全永锡 | 隱退超能力要員，代号「蓬坪」，拥有发电能力。全啟道的父親，隱退後經營二手書局，後被法蘭克殺害。                                                                 |
| 金國熙              | 洪成华 | 隱退超能力要員，代号「羅州」，擁有透視能力。隱退後經營铭日综合商场天使发廊，後被法蘭克殺害。                                                                   |
| 朴丙垠              | 马相久 | 在中国延边执行「海鸥作战」的安企部要员，於海鷗作戰中對在場所有人殺無赦，使李美賢於心不忍而擲閃光彈導致作戰失敗。後親自逮捕金斗植，並在閔容俊被殺後接替其位置。 |
| 朴慶惠 （特别出演） |        | 安企部南山总部路过一层自动贩售机的职员。 |
| 權韓率              |        | 安企部第五次长室金秘书。 |
| 朴玉出              |        | 安企部北韩情报室室长。 |
| 元春圭              |        | 安企部对共调查局局长。 |
| 徐锡圭              |        | 安企部射击教官。 |
| 李胤熙              |        | 安企部南山总部警卫。 |

### 旌元高中
| 演員                | 角色   | 介紹 |
| 柳承穆              | 赵莱赫 | 曾是安企部对共三部要员，因贪污被撤职。雖非超能力者，但擁有超人般的搜索、尋人能力，有吸鼻子的習慣。安企部改组为国情院后，闵容俊命令他寻找超能力者的下落，同时伪装成旌元高中校长负责召集学校裡具有特殊能力的孩子。在北韓異能者潛入旌元高中的事件結束後被張洙源殺害。 |
| 全錫浩              | 尹成旭 | 国情院要员，伪装成旌元高中聘任制体育老师，赵莱赫安排其协助崔日焕管理学校里潜在的异能者。後被假扮成學校清潔員的北韓幹部殺害。 |
| 金鍾洙              | 黄智成 | 旌元高中的警卫，用锐利的目光注视着孩子们上下学，并警戒来到学校的外部人员，但實職是國家安全企劃部保安組長。 |
| 沈達琪              | 申惠媛 | 旌元高中的轉學生，張喜秀的同班同學，假裝在长庚高中被霸凌，使喜秀幫助惠媛1打17。實則為擁有不老能力的異能者、閔容俊的前輩。 |
| 申宰辉              | 逄基修 | 旌元高中高三生，金奉皙、张喜秀、李强勳的同班同学，在校内是人人惧怕的流氓。因不滿李強勳而找他打架，反被其用怪力毆打後與其結仇。原想趁夜在旌元高中搜尋異能者檔案並曝光之，卻遇上北韓金德允等人潛入學校之事件而未能得逞。                                             |
| 朴韩率              | 寒星   | 旌元高中高三生，金奉皙、张喜秀、李强勳的同班同学，随身携带摄影机拍摄上传校内大小事的Vlogger。因拍攝並上傳李強勳使用異能救張喜秀的影片，導致北韓派金德允等人潛入旌元高中。                                                                                          |
| 李浩貞              | 梁世恩 | 2008年就讀旌元高中，「羅州」洪成華的女兒，繼承了母親的透視能力。在學校訓練跳高時發生意外，後因癌症身亡。 |
| 梁承旭 （特别出演） | 金英卓 | 僅出現在崔日煥的回憶中。2013年就讀旌元高中，擁有時間暫停能力，高三時申請轉學。 |

### 朝鮮國家安全保衛部
| 演員                | 角色   | 介紹 |
| 孫炳昊 （特别出演） |        | 朝鲜国家安全保卫部部长。命令金德允等人去取異能者檔案，後來被鄭俊華射殺。 |
| 朴喜洵 （特别出演） | 金德允 | 朝鮮軍官，因歷經重要的事件，被保衛部部長任命尋找祖國的異能者。為了任務賭上了一切，但「人民是無辜」的良知一直衝擊著他，最終沒有對基修奉晢等學生們下手，本想拉著九龍浦同歸於盡，仍選擇自我了斷。                                   |
| 尹嗣捧              | 尹嗣捧 | 保卫部所属南派部精英要员，伪装成旌元高中清洁员寻找潜在异能者档案。在殺害尹成旭後遇到前來的李美賢，原先繼續掩飾但被李美賢識破，後被李美賢射殺。                                                                                   |
| 梁東根              | 鄭俊華 | 金德允的部下，擁有飛行能力。原先奉命測試金奉皙和張喜秀的異能，後金德允命其回旌元高中支援，在對戰中被全啟道轟掉一條手臂。回到北韓後釋放了金斗植，並槍殺了安全保衛部部長。                                                         |
| 趙福來              | 朴贊日 | 1968年北韓派至南韓的武裝間諜，擁有怪力和速度能力。曾與九龍浦對戰過，後成為金德允的部下。潛入旌元高中時襲擊李強勳，被趕來救援的李才滿重傷後墜樓，隨後被李美賢發現；對話中想反擊就被其射殺。                                       |
| 金多炫              | 裴宰学 | 金德允的部下，隶属保衛總局所屬特技部，擁有敏捷的闪避能力。潛入旌元高中時誤以為逄基修為異能者而展開攻擊，所幸崔日煥趕至保護基修，最後在與李美賢對峙時被其用計擊斃。                                                               |
| 朴光宰              | 权勇得 | 金德允的部下，擁有再生能力。在潛入旌元高中作戰失敗後逃亡，途中巧遇飛奔而來的喜秀，事件結束後在新鮮炸雞店工作。 |
| 金重熙              | 林在夕 | 擁有拍掌波攻擊能力。因父母企圖脫北被槍決，從小就被關在暗無天日的朝鮮耀德收容所裡，視力也因而退化無法忍受正常的光線，在洞穴中不停的拍扁蟲子，而擁有了拍掌波力。在潛入旌元高中作戰失敗後，以跳樓拍地的方式震垮旌元高中部分建築物。 |

### 其他人物
| 演員            | 角色   | 介紹 |
| 郭善英          | 黃智熙 | 張洙源的初戀，在洙源找不到人生方向感到徬徨時，徹底改變他人生的人。兩人在陌生的仁川偶遇，智熙以自己獨特的方式給洙源指路，因而給洙源留下了深刻的印象，無所畏懼的洙源在智熙面前總是表現得害羞和小心翼翼。兩人結婚後生下張喜秀，但智熙卻在喜秀年幼时期遭遇车祸身亡。                                                 |
| 朴寶京          | 申允英 | 清溪川市場名人李才滿的妻子，小勳家超市老闆娘。與心性善良的丈夫非常恩愛，她的人生意義只有模範優等生的兒子強勳。 |
| 李相熹          |        | 李美贤租住羽毛球场的房东。 |
| 黃汀旼          |        | 李美贤购买猪肉的精肉店老板娘。 |
| 孫甫昇          |        | 精肉店老板娘的儿子。 |
| 閔智雅          |        | 金奉皙小学时期的老师。 |
| 朴正言          |        | 斗篷孩子金泰贤的母親。 |
| 尹镇荣          |        | 铭日综合商场手机维修店老板。 |
| 洪思彬          |        | 洪成华的养子，葬礼的丧主。 |
| 徐怡拉          | 徐侑拉 | 长庚高中带头霸凌申惠媛的女学生。 |
| 宋德镐          |        | 长庚高中用棒球棍殴打张喜秀的男学生。 |
| 李硕亨          |        | 长庚高中张喜秀、申惠媛所在班级的班长。 |
| 李东勇          | 东勇   | 公车司机，全启道的貴人兼同事。 |
| 丹尼尔·C·肯尼迪 | 马克   | 美国驻韩国大使馆参事，異能者肃清计划的负责人。 |
| 赵在莞          |        | 1987年爆炸客机的机长。 |
| 文正大          | 金广镇 | 浦项帮派头目，带领张洙源、裴敏基等手下到蔚山抢占地盘，後遭到裴敏基的背叛而死。 |
| 金胤成          | 球棒   | 全在星的手下。在追捕張洙源的過程中被其殺害。 |
| 朴成日          | 全在星 | 蔚山帮派头目，国宾馆观光夜总会会长。聯合裴敏基想設計並殺害張洙源未果，後被張洙源殺害。 |
| 林成宰          | 裴敏基 | 金广镇与张洙源的手下。牆頭草，誰掌權就逢迎誰。聯合全在星對金廣鎮和張洙源下藥，並將兩人銬上手銬關進洗車推進海裡，但張洙源成功逃脫，後被張洙源用手銬在臉頰上留下很長的傷疤。事後成為黑幫老大，閔容俊與其合作要捕捉張洙源，但最後因出言挑釁，且想用魚槍射穿重傷而無力反擊的張洙源的腦袋，被在空中監視的金斗植擊斃。 |
| 杰辉            |        | 普拉斯汽车旅馆403号房住客。 |
| 白珠熙          |        | 普拉斯汽车旅馆老板。 |
| 尹大烈          | 霞狗   | 仁川帮派霞狗帮头目，403号住客的表兄。 |
| 金尾兰          |        | 严志咖啡厅老板娘。 |
| 安斗浩          |        | 国家政策研究所组长，李美贤调职后的上司。 |
| 郑英燮          |        | 特战司第三旅团中队长，在搜捕北韩武装间谍时中枪牺牲。 |
| 韩思明          |        | 特战司第三旅团副中队长。 |
| 朴政敏          | 姜泰久 | 被俄罗斯人挟持的朝鲜科学家。 |
| 咸泰仁          |        | 与姜泰久一起被挟持的朝鲜军官。 |
| 申美英          |        | 清溪川市场水族馆的老板，崔成宇的母亲。 |
| 李智佑          | 崔成宇 | 水族馆老板的儿子，放生金鱼时意外坠入下水道被九龍浦所救。 |
| 李海英          |        | 驅趕清溪川抗議攤販的警察署長，因寻找意外坠入下水道的崔成宇与闵容俊对立。 |
| 吴熙俊          | 宋起烈 | 旌元高中建筑物坍塌后出动的江东警察局警长。 |

## 分集列表
| 集數 | 標題                      | 導演           | 編劇 | 上線日期      | 片長   |
| --- | ------------------------- | -------------- | ---- | ------------- | ------ |
| 1 | 高三 고3                  | 朴仁濟、朴允書 | 姜草 | 2023年8月9日  | 41分鐘 |
| 表面上是個平凡高中生的奉晳隱藏著祕密。高三最後一個學期開學這天，在上學公車上讓奉晳心動的女學生偶然轉學到奉晳班上。與此同時，隨著偽裝成快遞員的法蘭克開始送貨，首爾市中心發生可疑的意外，震惊了国情局闵次长，他令手下尽快查出凶手的身份和目的。                                                                   |                           |                |      |               |        |
| 2 | 撫養，浮揚 부양           | 朴仁濟、朴允書 | 姜草 | 2023年8月9日  | 44分鐘 |
| 美賢長時間背著奉晳隱藏他的超能力，她認為過去這段時間都躲藏得很好，沒有被人發現。美賢看到被上傳至社群媒體卻又消失的可疑事件後漸漸感到不安。法蘭克收到某人的指令，動身尋找躲藏起來生活的超能力者。逄基和强勋发生争执，在学校小树林中打架。放学后，奉晳陪喜秀购买制服。                                             |                           |                |      |               |        |
| 3 | 買一送一 원+원            | 朴仁濟、朴允書 | 姜草 | 2023年8月9日  | 41分鐘 |
| 喜秀请奉锡在便利店吃晚饭，出门时偶遇被打得鼻青脸肿的基修。张洙源张罗着新开的炸鸡店，可他的生意却鲜有人问津。我們好像很合拍！喜秀在体育馆的训练时发现了奉晳的异样，找到彼此的共通點並親近起來。他們變得越親近，奉晳就越難掩飾自己的心動，並陷入超能力被發現的危機。                                               |                           |                |      |               |        |
| 4 | 秘密 비밀                 | 朴仁濟、朴允書 | 姜草 | 2023年8月9日  | 42分鐘 |
| 奉皙的祕密還是被發現了！喜秀將無法控制身體的奉晳送回家，美賢因儿子第一次带朋友回家吃饭而惊讶。美賢擔心喜秀發現奉皙的超能力，為此感到坐立不安，但喜秀並未表現出訝異的反應。奉锡继续在体育馆陪喜秀训练，喜秀也告诉了奉锡她的秘密。另一方面，张洙源接到外卖订单冒雨送餐，遇到了前往購物商場尋找第三個目標的法兰克。 |                           |                |      |               |        |
| 5 | 回想 리콜                 | 朴仁濟、朴允書 | 姜草 | 2023年8月9日  | 49分鐘 |
| 為了守護奉哲的祕密，喜秀也把自己的祕密告訴他。喜秀將她在前一所學校的回憶娓娓道來。洙源經過購物商場命案現場時發現了可疑的狀況。 |                           |                |      |               |        |
| 6 | 閃電俠 번개맨             | 朴仁濟、朴允書 | 姜草 | 2023年8月9日  | 58分鐘 |
| 被靜電害得總是孤身一人的啟道，憑藉著靜電成為閃電俠音樂劇的主角，但他的閃電俠之路走得並不平穩。國情院打聽到法蘭克的情報，而法蘭克正朝著下一個目標而去。 |                           |                |      |               |        |
| 7 | 異鄉人 이방인             | 朴仁濟、朴允書 | 姜草 | 2023年8月9日  | 58分鐘 |
| 我是誰？法蘭克在除掉目標時回想起自身的過去。法蘭克走後，美賢更加嚴格管束及控制奉皙。奉哲被壓抑的情感噴湧而出。 |                           |                |      |               |        |
| 8 | 黑色 블랙                 | 朴仁濟、朴允書 | 姜草 | 2023年8月16日 | 54分鐘 |
| 在1994年的安企部，情報分析官美賢受閔容俊次長指示，對黑色要員金斗植進行思想檢驗。美賢故意接近斗植，並在他身邊徘徊。斗植逐漸察覺美賢的存在。美賢的作戰能否不被察覺，且成功執行呢？ |                           |                |      |               |        |
| 9 | 人道主義 휴머니스트       | 朴仁濟、朴允書 | 姜草 | 2023年8月16日 | 46分鐘 |
| 斗植與美賢因互相分享祕密而變得親密。斗植提議瞞著閔次長持續進行作戰。某天，閔次長突然中止美賢的任務，並指派斗植進行機密任務。 |                           |                |      |               |        |
| 10 | 怪物 괴물                 | 朴仁濟、朴允書 | 姜草 | 2023年8月23日 | 52分鐘 |
| 1990年，洙源以怪物般的能力領導浦項派接管蔚山。然而不久後，他遭到組織背叛並成為亡命之徒，躲在仁川一家汽車旅館裡度日。就在洙源失去人生方向徘徊的某一天，智熙出現在他面前。 |                           |                |      |               |        |
| 11 | 浪漫主義者 로맨티스트     | 朴仁濟、朴允書 | 姜草 | 2023年8月23日 | 51分鐘 |
| 洙源為了和智熙見面而不停地點咖啡外送。在與洙源對話的同時，智熙漸漸打開了心房。某一天，正要回到住處的洙源聽見智熙的慘叫聲，並為了救她破牆而入。 |                           |                |      |               |        |
| 12 | 夥伴 파트너               | 朴仁濟、朴允書 | 姜草 | 2023年8月30日 | 54分鐘 |
| 1990年，斗植和洙源一同在各地执行任务，但在朝鲜领导人逝世后，闵次长威胁斗植说出他在朝鲜的事情。1994年夏天，銷聲匿跡已久的斗植來到美賢的公寓前。然而安企部的要員們早就在監視著美賢，斗植因此遭到逮捕。斗植尋求永遠擺脫閔次長的辦法。临走前，斗植嘱托美贤要隐藏奉锡的秘密。                                         |                           |                |      |               |        |
| 13 | 張洙源 장주원             | 朴仁濟、朴允書 | 姜草 | 2023年8月30日 | 54分鐘 |
| 黑色小組解散後，被指派做文職工作的洙源難以適應，想念起外勤第一線。這時閔容俊次長再次出現在他面前，表示為了重建黑色小組，而要指派任務給他。 |                           |                |      |               |        |
| 14 | 傻瓜 바보                 | 朴仁濟、朴允書 | 姜草 | 2023年9月6日  | 51分鐘 |
| 在2003年的清溪川，參與反對攤位拆除示威的尹英遭到逮捕，才滿試圖用蠻力解救妻子。洙源受命前往制服才滿，怪物間的決鬥開始了。 |                           |                |      |               |        |
| 15 | 國家才能育成事業 N.T.D.P. | 朴仁濟、朴允書 | 姜草 | 2023年9月6日  | 45分鐘 |
| 美賢和洙源看了禮堂意外的影片，察覺到奉晳和喜秀就讀旌元高中並非巧合後，兩人便前往旌元高中，与日焕交谈。門口警衛看到两人后打电话汇报，教师成旭也在校长办公室通过学校的监控观察两人。奉晳和喜秀為了前往體育中心而搭上了公車，啟道注視著尾隨他們上車的可疑男子。与此同时，北韓特工也到达了旌元高中。                 |                           |                |      |               |        |
| 16 | 邊界人 경계인간           | 朴仁濟、朴允書 | 姜草 | 2023年9月13日 | 42分鐘 |
| 執教的生活如何呢？美賢的提問讓日煥回首過往。為了甩開北韓特工鄭俊華，啟道在道路上疾駛。 |                           |                |      |               |        |
| 17 | 覺醒 각성                 | 朴仁濟、朴允書 | 姜草 | 2023年9月13日 | 39分鐘 |
| 喜秀和奉晳抵達體育中心。奉皙不在時，喜秀遭到鄭俊華的攻擊，奉晳為了拯救喜秀而覺醒了。另一方面，洙源和美賢遇上了進入學校的北韓要員們。 |                           |                |      |               |        |
| 18 | 南與北 남과 북            | 朴仁濟、朴允書 | 姜草 | 2023年9月20日 | 43分鐘 |
| 消失的斗植在哪裡呢？美賢向德潤詢問斗植的下落。斗植為了作戰前往北韓的模樣就此展現。 |                           |                |      |               |        |
| 19 | 決戰 결전                 | 朴仁濟、朴允書 | 姜草 | 2023年9月20日 | 45分鐘 |
| 才滿的加入看似逆轉了戰勢，但隨著新的北韓超能力者在夕登場，使戰況迎來了新局面。鄭俊華為了與北韓軍隊會合而前往旌元高中。 |                           |                |      |               |        |
| 20 | 畢業典禮 졸업식           | 朴仁濟、朴允書 | 姜草 | 2023年9月20日 | 46分鐘 |
| 父母和孩子為了守護彼此而賭上性命奮戰到最後。這場跨越世代反覆的鬥爭會結束嗎？ |                           |                |      |               |        |

## 製作

### 創作與拍攝
《Moving》是根據韓國漫畫家姜草在Kakao Webtoon連載的同名網路漫畫改編的電視劇，由JTBC和Studio & NEW共同製作，並由《謎霧》、《夫妻的世界》的導演毛完日執導，原作者姜草撰寫劇本。2021年2月，據報導JTBC和Studio & NEW之間存在創作分歧，JTBC退出了共同製作，導演毛完日跟著JTBC退出，不再執導該劇，改由《屍戰朝鮮2》、《超級市長》的導演朴仁濟執導。8月，Studio & NEW正在製作該劇。10月13日，Disney+公開四部原創韓國劇集，包括《Moving》。
據報導《Moving》的初期制作预算约500亿韓圓，CG等后期制作费用约150亿韓圓，总制作费用达到了650亿韓圓，每集製作成本超過30億韓圓。CG後製部分有全球60間視覺特效工作室共同參與製作，該劇的視覺效果總監李成奎表示，一般動作特效電影只會有2000多個特效鏡頭，而《Moving》則有7540個特效鏡頭，數量是一般動作特效電影的三倍以上。

### 选角
2020年8月25日，據報導韓孝周將出演《Moving》，其所屬社證實韓孝周接到提案，目前正在商討中。9月9日，據報導趙寅成和車太鉉將出演劇集。2021年4月20日，據報導金成均將出演劇集。6月4日，據報導柳承龍將出演劇集，擔任主演角色。6月11日，據報導李正河和高允貞接到提案，正在積極討論中。6月17日，據報導金希元將出演劇集。6月22日，據報導郭善英將出演劇集。10月14日，韓孝周表示拍攝已經開始進行。10月29日，公開劇本閱讀照，並確定演員陣容。

## 電視播出
2024年12月5日宣布將於韓國電視台MBC播出，12月22日至24日將播出前八集，2025年1月5日起每週日連播兩集。首兩集取得4.7%的收視率，核心觀眾群20至49歲收視達2.3%，瞬間收視最高達6.4%；第3至5集收視上升至4.8%；第9至10集收視則下跌至3.7%。本劇收視與有線電視的tvN土日劇《問問星星吧》產生拉鋸，其中共有1週收視低於該劇、5週超越該劇。與其他同期於週末播出的戲劇相比，低於同屬地上波的KBS 2TV週末劇《熨斗家族》、《拜託老鷹5兄弟！》，和綜合編成頻道的JTBC土日劇《玉氏夫人傳》，但高於綜合編成的Channel A土日劇《Check-In 漢陽》。

### 收視率
| 季數 | 季數 | 每季集數 | 每季集數 | 每季集數 | 每季集數 | 每季集數 | 每季集數 | 每季集數 | 每季集數 | 每季集數 | 每季集數 | 每季集數 | 每季集數 | 每季集數 | 每季集數 | 每季集數 | 每季集數 | 每季集數 | 每季集數 | 每季集數 | 每季集數 |
| 季數 | 季數 | 1        | 2        | 3        | 4        | 5        | 6        | 7        | 8        | 9        | 10       | 11       | 12       | 13       | 14       | 15       | 16       | 17       | 18       | 19       | 20       |
| ---- | ---- | -------- | -------- | -------- | -------- | -------- | -------- | -------- | -------- | -------- | -------- | -------- | -------- | -------- | -------- | -------- | -------- | -------- | -------- | -------- | -------- |
|      | 1    | 967      | 967      | 810      | 810      | 810      | 964      | 964      | 964      | 777      | 777      | 864      | 864      | 880      | 880      | 826      | 826      | 902      | 902      | 985      | 985      |

| 集數 | 原集數 | 標題             | 播出日期       | 尼爾森全國收視率 | 尼爾森全國收視率 | 尼爾森首都圈收視率 | 尼爾森首都圈收視率 |
| 集數 | 原集數 | 標題             | 播出日期       | 家庭戶比例       | 人數（百萬）     | 家庭戶比例         | 人數（百萬）       |
| ---- | ------ | ---------------- | -------------- | ---------------- | ---------------- | ------------------ | ------------------ |
| 1    | 1      | 高三             | 2024年12月22日 | 4.7%             | 0.967            | 5.1%               | 0.653              |
| 1    | 2      | 撫養，浮揚       | 2024年12月22日 | 4.7%             | 0.967            | 5.1%               | 0.653              |
| 2    | 3      | 買一送一         | 2024年12月23日 | 4.8%             | 0.810            | 5.2%               | 0.544              |
| 2    | 4      | 秘密             | 2024年12月23日 | 4.8%             | 0.810            | 5.2%               | 0.544              |
| 2    | 5      | 回想             | 2024年12月23日 | 4.8%             | 0.810            | 5.2%               | 0.544              |
| 3    | 6      | 閃電俠           | 2024年12月24日 | 4.8%             | 0.964            | 5.1%               | 0.622              |
| 3    | 7      | 異鄉人           | 2024年12月24日 | 4.8%             | 0.964            | 5.1%               | 0.622              |
| 3    | 8      | 黑色             | 2024年12月24日 | 4.8%             | 0.964            | 5.1%               | 0.622              |
| 4    | 9      | 人道主義         | 2025年1月5日   | 3.7%             | 0.777            | 3.8%               | 0.493              |
| 4    | 10     | 怪物             | 2025年1月5日   | 3.7%             | 0.777            | 3.8%               | 0.493              |
| 5    | 11     | 浪漫主義者       | 2025年1月12日  | 4.3%             | 0.864            | 4.4%               | 0.554              |
| 5    | 12     | 夥伴情人         | 2025年1月12日  | 4.3%             | 0.864            | 4.4%               | 0.554              |
| 6    | 13     | 張洙源           | 2025年1月19日  | 4.2%             | 0.880            | 4.4%               | 0.549              |
| 6    | 14     | 傻瓜             | 2025年1月19日  | 4.2%             | 0.880            | 4.4%               | 0.549              |
| 7    | 15     | 國家才能育成事業 | 2025年1月26日  | 4.0%             | 0.826            | 3.9%               | 0.521              |
| 7    | 16     | 邊界人           | 2025年1月26日  | 4.0%             | 0.826            | 3.9%               | 0.521              |
| 8    | 17     | 覺醒             | 2025年2月2日   | 4.4%             | 0.902            | 4.3%               | 0.514              |
| 8    | 18     | 南與北           | 2025年2月2日   | 4.4%             | 0.902            | 4.3%               | 0.514              |
| 9    | 19     | 決戰             | 2025年2月9日   | 4.6%             | 0.985            | 4.8%               | 0.644              |
| 9    | 20     | 畢業典禮         | 2025年2月9日   | 4.6%             | 0.985            | 4.8%               | 0.644              |

## 迴響
《Moving》是韓國首次嘗試製作超能力及超級英雄題材的動作驚悚劇集，也是Disney+首部大規模製作的原創韓國劇集，加上漫畫原作知名度高，且該劇有趙寅成、韓孝周、車太鉉、金成均、柳承龍、高允貞等眾多知名演員參與演出，因此開播前就備受矚目。
該劇上線第一週即在韓國OTT綜合搜尋及推薦平台Kinolights上佔據綜合排名第一名，評價高達93分，並在韓國廣播內容競爭力分析專門機構GoodData的平台FUNdex上佔據TV-OTT綜合及戲劇話題性排名第一名。而該劇上線第一週的收視表現，根據全球OTT影視排名網站FlixPtrol統計，該劇登上Disney+電視節目全球週榜第二十一名，且在韓國、臺灣、香港、新加坡、日本等5個國家地區的Disney+熱播排行榜均排名第一名。該劇也成為美國Hulu平台總觀看時數最高的原創韓國劇集。對於《Moving》在全球的熱烈迴響，华特迪士尼公司亞太區原創內容策略執行副總裁蔡志行表示「超乎預期」。華特迪士尼執行長Bob lger在第三季財報電話會議上提到，Moving是2023Q3新增700萬訂閱的主要劇集之一。
K-Content競爭力分析機構Good Data Corporation主辦的“2023 Fundex Awards”評選結果公佈電視劇大賞為《Moving 異能》。

### 韓國話題性排行
劇集排行
| 週次     | TV-OTT話題性 | TV-OTT話題性 | TV-OTT話題性 | TV-OTT話題性 |
| 週次     | 綜合         | 綜合         | 戲劇         | 戲劇         |
| 週次     | 排名         | 佔有率       | 排名         | 佔有率       |
| -------- | ------------ | ------------ | ------------ | ------------ |
| 8月第2週 | 1            | 5.61%        | 1            | 15.86%       |
| 8月第3週 | 2            | 8.43%        | 2            | 20.30%       |
| 8月第4週 | 1            | 8.58%        | 1            | 20.05%       |
| 8月第5週 | 2            | 9.52%        | 2            | 21.61%       |
| 9月第1週 | 1            | 8.79%        | 1            | 22.86%       |
| 9月第2週 | 1            | 9.80%        | 1            | 24.11%       |
| 9月第3週 | 1            | 14.07%       | 1            | 31.75%       |
| 9月第4週 | 1            | 7.07%        | 1            | 17.20%       |

男演員排行
| 週次     | TV-OTT人物話題性 | TV-OTT人物話題性 | TV-OTT人物話題性 | TV-OTT人物話題性 | TV-OTT人物話題性 | TV-OTT人物話題性 | TV-OTT人物話題性 | TV-OTT人物話題性 | TV-OTT人物話題性 | TV-OTT人物話題性 | TV-OTT人物話題性 | TV-OTT人物話題性 | TV-OTT人物話題性 | TV-OTT人物話題性 | TV-OTT人物話題性 | TV-OTT人物話題性 | TV-OTT人物話題性 | TV-OTT人物話題性 | TV-OTT人物話題性 | TV-OTT人物話題性 | TV-OTT人物話題性 |
| 週次     | 趙寅成           | 趙寅成           | 趙寅成           | 趙寅成           | 柳承龍           | 柳承龍           | 柳承龍           | 柳承龍           | 李正河           | 李正河           | 李正河           | 李正河           | 金希沅           | 金希沅           | 金希沅           | 金希沅           | 金度勳           | 金度勳           | 金度勳           | 金度勳           | 柳承範           |
| 週次     | 綜合             | 綜合             | 戲劇             | 戲劇             | 綜合             | 綜合             | 戲劇             | 戲劇             | 綜合             | 綜合             | 戲劇             | 戲劇             | 綜合             | 綜合             | 戲劇             | 戲劇             | 綜合             | 綜合             | 戲劇             | 戲劇             | 戲劇             |
| 週次     | 排名             | 佔有率           | 排名             | 佔有率           | 排名             | 佔有率           | 排名             | 佔有率           | 排名             | 佔有率           | 排名             | 佔有率           | 排名             | 佔有率           | 排名             | 佔有率           | 排名             | 佔有率           | 排名             | 佔有率           | 排名             |
| -------- | ---------------- | ---------------- | ---------------- | ---------------- | ---------------- | ---------------- | ---------------- | ---------------- | ---------------- | ---------------- | ---------------- | ---------------- | ---------------- | ---------------- | ---------------- | ---------------- | ---------------- | ---------------- | ---------------- | ---------------- | ---------------- |
| 8月第2週 | —                | —                | 30               | —                | —                | —                | 41               | —                | —                | —                | 11               | —                | —                | —                | 97               | —                | —                | —                | 43               | —                | 31               |
| 8月第3週 | 4                | 2.08%            | 4                | 4.34%            | —                | —                | 11               | —                | —                | —                | 14               | —                | —                | —                | 33               | —                | —                | —                | 26               | —                | 18               |
| 8月第4週 | 7                | 1.22%            | 7                | 2.47%            | 3                | 2.43%            | 3                | 4.91%            | —                | —                | 16               | —                | —                | —                | 35               | —                | —                | —                | 30               | —                | 28               |
| 8月第5週 | 3                | 2.75%            | 3                | 5.35%            | 4                | 2.52%            | 4                | 4.89%            | 8                | 1.36%            | 8                | 2.65%            | —                | —                | 23               | —                | —                | —                | 20               | —                | 13               |
| 9月第1週 | 4                | 1.61%            | 4                | 3.48%            | 2                | 1.96%            | 2                | 4.22%            | 3                | 1.72%            | 3                | 3.7%             | —                | —                | 18               | —                | —                | —                | 11               | —                | —                |
| 9月第2週 | 5                | 1.52%            | 5                | 3.29%            | 7                | 1.38%            | 7                | 2.98%            | 2                | 1.74%            | 2                | 3.77%            | 9                | 1.36%            | 9                | 2.94%            | —                | —                | 19               | —                | —                |
| 9月第3週 | 1                | 2.82%            | 1                | 5.75%            | 5                | 1.77%            | 5                | 3.6%             | 2                | 2.32%            | 2                | 4.73%            | —                | —                | —                | —                | 6                | 1.4%             | 6                | 2.84%            | —                |
| 9月第4週 | —                | —                | 19               | —                | —                | —                | 13               | —                | —                | —                | 15               | —                | —                | —                | —                | —                | —                | —                | 37               | —                | —                |

女演員排行
| 週次     | TV-OTT人物話題性 | TV-OTT人物話題性 | TV-OTT人物話題性 | TV-OTT人物話題性 | TV-OTT人物話題性 | TV-OTT人物話題性 | TV-OTT人物話題性 | TV-OTT人物話題性 | TV-OTT人物話題性 |
| 週次     | 高允貞           | 高允貞           | 高允貞           | 高允貞           | 韓孝周           | 韓孝周           | 韓孝周           | 韓孝周           | 郭善英           |
| 週次     | 綜合             | 綜合             | 戲劇             | 戲劇             | 綜合             | 綜合             | 戲劇             | 戲劇             | 戲劇             |
| 週次     | 排名             | 佔有率           | 排名             | 佔有率           | 排名             | 佔有率           | 排名             | 佔有率           | 排名             |
| -------- | ---------------- | ---------------- | ---------------- | ---------------- | ---------------- | ---------------- | ---------------- | ---------------- | ---------------- |
| 8月第2週 | —                | —                | 8                | 2.42%            | —                | —                | 18               | —                | 210              |
| 8月第3週 | 6                | 1.81%            | 6                | 3.78%            | 3                | 2.09%            | 3                | 4.36%            | 157              |
| 8月第4週 | 5                | 1.39%            | 5                | 2.81%            | —                | —                | 12               | —                | 21               |
| 8月第5週 | 6                | 1.54%            | 6                | 2.99%            | 5                | 1.91%            | 5                | 3.71%            | —                |
| 9月第1週 | 1                | 2.07%            | 1                | 4.45%            | 6                | 1.49%            | 6                | 3.21%            | —                |
| 9月第2週 | 1                | 1.89%            | 1                | 4.09%            | 3                | 1.68%            | 3                | 3.64%            | —                |
| 9月第3週 | 3                | 2.17%            | 3                | 1.9%             | 4                | 4.42%            | 4                | 3.87%            | —                |
| 9月第4週 | —                | —                | 17               | —                | —                | —                | 20               | —                | —                |

### 其他影響
Disney+進入韓國市場後製作多部原創韓國劇集，大部分口碑表現不盡理想，加上先前华特迪士尼公司的成本削減計畫使得韓國原創內容團隊解散，且Disney+也計劃減少國際原創內容製作，因此傳出迪士尼對於未來韓國內容投資方向未定。對此，韓國OTT業界相關人士分析，由於迪士尼對《Moving》投入了鉅額的製作費，該劇的表現會對迪士尼是否繼續投資韓國內容產生很大的影響。

## 獎項
| 年份   | 頒獎典禮                      | 獎項                        | 入圍者          | 結果 | 參     |
| 2023年 | 第5屆亞洲內容大獎&全球OTT大獎 | 最佳創意                    | 《Moving》      | 獲獎 | [ 80 ] |
| 2023年 | 第5屆亞洲內容大獎&全球OTT大獎 | 最佳視覺特效                | 《Moving》      | 獲獎 | [ 80 ] |
| 2023年 | 第5屆亞洲內容大獎&全球OTT大獎 | 最佳編劇                    | 姜草            | 獲獎 | [ 80 ] |
| 2023年 | 第5屆亞洲內容大獎&全球OTT大獎 | 最佳男主角                  | 柳承龍          | 獲獎 | [ 80 ] |
| 2023年 | 第5屆亞洲內容大獎&全球OTT大獎 | 最佳新人男演員              | 李正河          | 獲獎 | [ 80 ] |
| 2023年 | 第5屆亞洲內容大獎&全球OTT大獎 | 最佳新人女演員              | 高允貞          | 獲獎 | [ 80 ] |
| 2023年 | 第59屆大鐘賞                  | 系列節目部門 最佳作品       | 《Moving》      | 獲獎 | [ 81 ] |
| 2023年 | 第59屆大鐘賞                  | 系列節目部門 最佳導演       | 朴仁濟、朴允書  | 提名 | [ 81 ] |
| 2023年 | 第59屆大鐘賞                  | 系列節目部門 最佳男主角     | 柳承龍          | 提名 | [ 81 ] |
| 2023年 | 第59屆大鐘賞                  | 系列節目部門 最佳女主角     | 韓孝周          | 獲獎 | [ 81 ] |
| 2024年 | 第29屆評論家選擇獎            | 最佳外語劇集                | 《Moving》      | 提名 | [ 82 ] |
| 2024年 | 第60屆百想藝術大獎            | 電視部門 大賞               | 《Moving 異能》 | 獲獎 |        |
| 2024年 | 第60屆百想藝術大獎            | 電視劇作品賞                | 《Moving 異能》 | 提名 |        |
| 2024年 | 第60屆百想藝術大獎            | 導演賞                      | 朴仁濟          | 提名 |        |
| 2024年 | 第60屆百想藝術大獎            | 劇本賞                      | 姜草            | 獲獎 |        |
| 2024年 | 第60屆百想藝術大獎            | 藝術賞                      | 李成奎（VFX）   | 提名 |        |
| 2024年 | 第60屆百想藝術大獎            | 男子最優秀演技賞            | 柳承龍          | 提名 |        |
| 2024年 | 第60屆百想藝術大獎            | 男子新人演技賞              | 李正河          | 獲獎 |        |
| 2024年 | 第60屆百想藝術大獎            | 女子新人演技賞              | 高允貞          | 提名 |        |
| 2024年 | 第3屆青龍系列大獎             | 大賞                        | 《Moving 異能》 | 獲獎 | [ 83 ] |
| 2024年 | 第3屆青龍系列大獎             | 電視部門 最優秀作品獎       | 《Moving 異能》 | 提名 | [ 84 ] |
| 2024年 | 第3屆青龍系列大獎             | 電視劇部門 男主角獎         | 柳承龍          | 提名 | [ 84 ] |
| 2024年 | 第3屆青龍系列大獎             | 電視劇部門 女主角獎         | 韓孝周          | 提名 | [ 84 ] |
| 2024年 | 第3屆青龍系列大獎             | 電視劇部門 男配角獎         | 金成均          | 提名 | [ 84 ] |
| 2024年 | 第3屆青龍系列大獎             | 電視劇部門 女配角獎         | 郭善英          | 提名 | [ 84 ] |
| 2024年 | 第3屆青龍系列大獎             | 電視劇部門 新人男演員獎     | 李正河          | 獲獎 | [ 83 ] |
| 2024年 | 第3屆青龍系列大獎             | 電視劇部門 新人女演員獎     | 高允貞          | 獲獎 | [ 83 ] |
| 2024年 | 第19届首尔国际电视节          | 国际竞赛单元 最佳迷你电视剧 | 《Moving》      | 提名 | [ 85 ] |
| 2024年 | 第19届首尔国际电视节          | K-电视剧单元 最佳作品       | 《Moving》      | 獲獎 | [ 85 ] |
| 2024年 | 第19届首尔国际电视节          | 最佳导演                    | 朴仁济          | 獲獎 | [ 85 ] |
| 2024年 | 第19届首尔国际电视节          | 最佳编剧                    | 姜草            | 提名 | [ 85 ] |

## 续作计划
2023年9月22日，华特迪士尼公司韓國區代表金素妍表示《Moving》播出後取得了不錯的成績，這是自Disney+推出以來最成功的內容，並表示姜草的作品有著廣闊的世界觀和巨大的潛力，一定會製作第二季，目前正處與討論階段。
2024年11月21日，2024年華特迪士尼亞太內容發布會上宣布第二季正式進入前期製作。
2025年4月16日，據韓媒《OSEN》透露，第二季將於5月進行前期製作工作，預計於2026年3月正式開拍，並改由《屍戰朝鮮》的導演金成勳執導。

## 外部連結
- 官方网站
- Daum上《Moving》的資料
- 互联网电影数据库（IMDb）上《Moving》的资料（英文）
- 豆瓣电影上《Moving》的資料 （简体中文）
- 在Disney+上觀看《Moving》